# 菊地吉兵衛
菊地 吉兵衛（きくち きちべえ、旧姓・熊谷、1888年〈明治21年〉7月 - 没年不明）は、日本の実業家、鳥取県多額納税者。合資会社静養館無限責任社員。米子共立検番取締役。皆生温泉土地監査役。

## 経歴
岩手県・熊谷吉右衛門の四男。1911年に菊地甚五郎の養子となり、1929年に家督を相続する。土木建築請負業を営む。また合資会社静養館（目的・旅館及び料理屋営業）の無限責任社員である。直接国税1215円を納め、県下の多額納税者に列する。

## 人物
住所は鳥取県西伯郡福生村大字皆生（現・米子市）。

## 家族
菊地家
- 養父・甚五郎[1]（合資会社静養館無限責任社員[10]、土木請負業[11][注 3]） - 1929年2月20日に死亡する[4]。住所は米子、東町[11]。
- 養母・キサ[注 4]（1877年 - ?、岩手、熊谷吉右衛門の長女[1][2]、合資会社静養館無限責任社員）
- 妻・千代（1889年 - ?、鳥取、福田久二郎の二女[1][2]、合資会社静養館有限責任社員[注 5]）
- 養子・啓次郎（1903年 - ?、長女久代の夫、岩手、豊田啓太郎の二男[1][2]、合資会社静養館代表社員[10]・無限責任社員[注 6]）
- 長女・久代（1909年 - ?、養子・啓次郎の妻[1][2]、合資会社静養館有限責任社員[注 7]）
- 孫[1]